# Filipowice (powiat tarnowski)
Filipowice – wieś w Polsce położona w województwie małopolskim, w powiecie tarnowskim, w gminie Zakliczyn.
W latach 1954–1961 wieś należała i była siedzibą władz gromady Filipowice, po jej zniesieniu w gromadzie Zakliczyn. W latach 1975–1998 miejscowość należała administracyjnie do województwa tarnowskiego.

## Części wsi
| SIMC    | Nazwa     | Rodzaj    |
| ------- | --------- | --------- |
| 0836572 | Dogale    | część wsi |
| 0836589 | Łęg       | część wsi |
| 0836595 | Nowa Wieś | część wsi |
| 0836603 | Podymacz  | część wsi |
| 0836610 | Potoki    | część wsi |

## Położenie
Pod względem geograficznym Filipowice znajdują się na Pogórzu Rożnowskim. Pola uprawne i zabudowania Stróży zajmują płaską dolinę na prawym brzegu Dunajca. Od południa wznosi się nad Filipowicami długi i porośnięty lasem pas wzniesień Pogórza Rożnowskiego z wierzchołkami Głowaczka (406 m) Patria (471 m). Przecina je dolina Rudzianki spływającej przez Filipowice do Dunajca.

## Opis miejscowości
Znajduje tu się szkoła podstawowa, ośrodek zdrowia, dom strażaka, punkt biblioteczny, świetlica wiejska, a także kościół pod wezwaniem Matki Bożej Śnieżnej. Liczba domów mieszkalnych to 158.
W Filipowicach działa Strażacka Orkiestra Dęta, występująca na konkursach oraz przeglądach.
Na północ od wsi płynie odcinek Dunajca objęty programem Natura 2000, natomiast na południu zaczynają się wzgórza Pogórza Rożnowskiego. Znajduje się tu pomnik przyrody dąb "Florian". W ramach wsi istnieją, poza główną trzy mniejsze części – Nowa Wieś, Łęgi i Dogale.

## Historia
Pierwsze wzmianki z 1360 roku. Pierwszym, wymienianym w 1388 roku, właścicielem wsi był Jan Filipowski herbu Szarza.
W 1400 roku teren dzisiejszych Filipowic otrzymał niejaki pan Filip, urzędnik z sądu ziemskiego Czchowa. Dunajec zmieniał swe koryto utrudniając życie chłopom. Kolejnym dziedzicem był Ajzyk.
W 1595 roku wieś położona w powiecie sądeckim województwa krakowskiego była własnością kasztelanowej krakowskiej Anny z Sieniawskich Jordanowej, żony Spytka Wawrzyńca Jordana (1518–1568).
W latach 1725–1739 miejscowość należała do Jana Tarły. 24 sierpnia 1813 roku nastąpiła powódź na Dunajcu. Kolejna powódź miała miejsce w 1867 roku.
Szkoła Ludowa w Filipowicach powstała 26 października 1865 roku, a w 1911 roku założono Straż Pożarną.